# دلیس آهو
دلیس آهو (انگلیسی: Délis Ahou؛ زادهٔ ۲۳ اوت ۱۹۸۴) بازیکن فوتبال اهل فرانسه است که در پست مدافع بازی می‌کرد.
از باشگاه‌هایی که در آن بازی کرده‌است می‌توان به باشگاه فوتبال نانت، باشگاه فوتبال آنژه و باشگاه فوتبال نانسی اشاره کرد.
وی همچنین در تیم ملی فوتبال نیجر بازی کرده‌است.